# مارکا لهستان

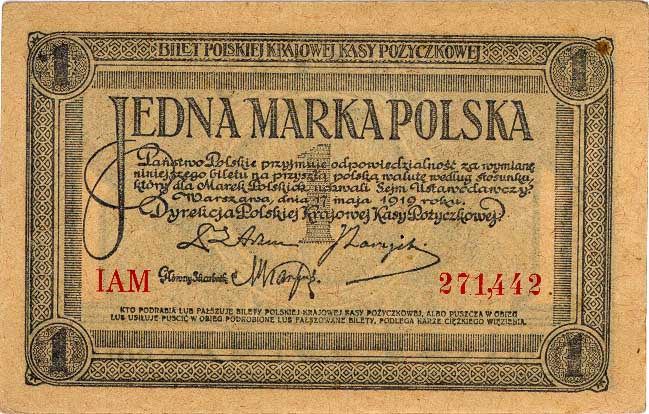
نمونه کمیاب اسکناس ۱ مارکا چاپ شده در سال ۱۹۱۹، زمانی که نام و ساختار دولت جدید لهستان هنوز مشخص نبود و بنابراین از عبارت خنثی دولت لهستان استفاده می‌شد.

مارکا (به‌طور متناوب مارک؛ (به لهستانی: marka polska) به اختصار Mp) یکای پول پادشاهی لهستان و جمهوری لهستان بین سال‌های ۱۹۱۷ و ۱۹۲۴ بود. مارکا به ۱۰۰ Fenigów (املای لهستانی واژه آلمانی فنیگ) تقسیم می‌شد، که از پاپیرمارک آلمان الگوبرداری شده بود.

## نرخ تبدیل
نرخ تبدیل ۱ دلار آمریکا به مارکا لهستان:
- ۱۹۱۹ - Mp ۹۰
- ۱۹۲۱ - Mp ۶۰۰۰
- می ۱۹۲۳ - Mp ۵۲۰۰۰
- ژوئیه ۱۹۲۳ - Mp ۱۴۰٬۰۰۰
- آغاز نوامبر ۱۹۲۳ - Mp ۲٬۰۰۰٬۰۰۰
- پایان نوامبر ۱۹۲۳ - Mp ۵٬۰۰۰٬۰۰۰
- ژانویه ۱۹۲۴ - Mp ۹٬۳۰۰٬۰۰۰